# آفساید

مهاجم آبی در سمت چپ تصویر به خاطر جلوتر بودن از مدافعان در موقعیت آفساید قرار دارد. اگر در این لحظه، بازیکن آبی که توپ را در اختیار دارد به او پاس دهد، خطای آفساید اعلام می‌شود. خطی که به صورت نقطه‌چین مشخص شده‌است خط آفساید نام دارد.

بازیکن آبی که در نزدیکی نقطۀ پنالتی قرار دارد در موقعیت آفساید قرار ندارد، زیرا بازیکن صاحب توپ جلوتر از او قرار دارد و در صورت پاس دادن به او خطای آفساید اعلام نمی‌شود. خط نقطه‌چین خط آفساید است.

آفساید قانونی در ورزش فوتبال است. براساس این قانون بازیکنی که در موقعیت آفساید قرار دارد حق مشارکت فعال در بازی را ندارد. بازیکنی در موقعیت آفساید است که در هنگام زدن ضربه توپ توسط هم‌تیمی‌اش هم جلوتر از توپ و هم جلوتر از بازیکن ماقبل آخر تیم حریف به دروازۀ حریف باشد.
از آن‌جا که دروازه‌بان معمولاً نزدیک‌ترین بازیکن هر تیم به دروازۀ خودی است، موقعیت آفساید معمولاً به معنای جلوتر بودن مهاجم از آخرین مدافع تیم حریف تعریف می شود. در صورت تخطی از این قانون خطای آفساید اعلام شده و توپ در مالکیت تیم حریف قرار داده می‌شود.وقتی بازیکنی که صاحب توپ است جلو تر از هم تیمی اش باشد و اگر بازیکن توپ را به هم تیمی اش که در آفساید قرار دارد پاس بدهد و بازیکن وقتی که ضربه زده میشود پشت توپ باشد خطای افساید گرفته نمی‌شود. 
وجود قانون آفساید از تمرکز بازیکنان در جلوی دروازۀ حریف جلوگیری کرده، چون هیچ بازیکنی نمی‌تواند در نزدیکی دروازۀ حریف ایستاده و با صبر کردن برای توپ شانسی برای گل زدن داشته باشد و امکان ارسال پاس‌های بلند به نزدیکی دروازۀ حریف هم محدود می‌شود. به این ترتیب مدافعان نیز می‌توانند از دروازۀ خودی فاصله بگیرند و در جریان بازی مشارکت بیشتری داشته باشند. همه اعضا بدن(بجز دستها) در آفساید گیری حساب میشوند.

## تاریخچه
ریشۀ آفساید به مسابقات فوتبال مدارس خصوصی انگلیس در سدۀ نوزدهم می‌رسد. معمولاً قانون آفساید در آن دوران سخت‌گیرانه‌تر از آفساید در حال حاضر اعمال می‌شد به طوری‌که در برخی مسابقات هر بازیکنی که جلوتر از توپ قرار داشته باشد «آف هیز ساید» (off his side) محسوب می‌شد و در نتیجه بازیکنان عملاً نبایستی میان توپ و دروازۀ حریف قرار می‌گرفتند که مشابه قانون کنونی آفساید در راگبی است. در نقطۀ مقابل در قوانین فوتبال شفیلد که میان سال‌های ۱۸۵۷ تا ۱۸۷۷ در شهر شفیلد اجرا می‌شد و باشگاه فوتبال شفیلد براساس آن تأسیس گردید، قانون آفساید وجود نداشت و در نتیجه تعدادی از بازیکنان معروف به «تمام‌کننده» به‌طور دائم در نزدیکی دروازۀ حریف می‌ایستادند.
با پیشرفت فوتبال در دهۀ ۱۸۶۰ و ۱۸۷۰ آفساید به مهم‌ترین اختلاف باشگاه‌های فوتبال تبدیل شده بود. باشگاه شفیلد از تمام‌کننده‌های خود چشم‌پوشی کرده و آفساید را پذیرفته بود اما به این شکل که حداقل یک بازیکن مدافع بایستی میان مهاجم و دروازه قرار داشته باشد. اتحادیۀ فوتبال انگلیس هم نظریۀ باشگاه کمبریج مبنی بر این که حداقل چهار بازیکن مدافع بایستی میان توپ و دروازه باشند را تلطیف کرده و آن را به حداقل سه بازیکن کاهش داد. در نهایت شفیلدی‌ها هم قانون اتحادیۀ فوتبال را پذیرفتند و «قاعدۀ سه بازیکن» به قانون رسمی آفساید تا سال ۱۹۲۵ تبدیل شد.
کاهش قانون سه مدافع به دو مدافع در سال ۱۹۲۵ اتفاق افتاد و به افزایشی ناگهانی در تعداد گل‌های مسابقات انجامید به طوری‌که تعداد گل‌های مسابقات لیگ فوتبال انگلیس در فصل ۶–۱۹۲۵ به ۶٬۳۷۳ گل در ۱٬۸۴۸ بازی افزایش یافت در حالی‌که در فصل پیشین این رقم ۴٬۷۰۰ گل برای همین تعداد بازی بود. در فصل ۸۸–۱۹۸۷ قانون آزمایشی نو وضع شد که در آن در هنگام ضربات آزاد آفسایدی وجود نداشت. این قانون موفق نبود چون بازیکنان تیم مهاجم می‌توانستند در هنگام ضربه در محوطۀ جریمه جمع می‌شدند یا حتی چند بازیکن در مقابل دروازه‌بان حریف می‌ایستادند. در سال ۱۹۹۰ قانون آفساید دوباره اصلاح شد به این صورت که اگر بازیکن مهاجم مساوی با بازیکن ماقبل آخر تیم مدافع باشد در حالت آفساید قرار ندارد، این تغییر که آخرین تغییر در قانون آفساید تا به امروز است، پیرو تلاش گردانندگان فوتبال برای هجومی‌تر شدن مسابقات و جریان سریع‌تر بازی صورت گرفت.

## کاربرد
کاربرد قانون آفساید در سه مرحله تشریح می‌شود:
- موقعیت آفساید: هرگاه پس از ضربۀ‌ی توپ، بازیکن هم‌تیمی هر قسمت از بدنش جلوتر از آخرین مدافع حریف باشد در موقعیت آفساید می‌باشد.
- خطای آفساید:

بازیکن به‌ خودی‌ِخود در موقعیت آفساید قرارداشتن، آفساید تلقی نمی‌شود مگر برابر قانون:
۱. در بازی دخالت کند.
۲. برای حریف ایجاد مزاحمت نماید.
۳. با بودن در آن وضعیت منفعتی کسب نماید.
- جریمۀ آفساید: برای تخلف آفساید داور یک ضربۀ آزاد غیرمستقیم از محل وقوع آن به سود تیم حریف اعلام می‌کند (قانون ۱۳ - ضربۀ آزاد)

و طبق قانون ۱۱ فوتبال، سه استثناء نیز وجود دارد که آفساید از طریق مستقیم آفساید تلقی نمی‌شود:
۱. ضربۀ دروازه
۲. ضربۀ اوت
۳. ضربۀ کرنر
همچنین برابر همین قانون به دو دلیل آفساید نمی‌باشد:
۱‌. با حریف ماقبل خود در یک خط باشد.
۲. با دو حریف آخر در یک خط باشد.

## موقعیت آفساید
بازیکن زمانی در موقعیت آفساید قرار دارد اگر در نیمهٔ زمین حریف باشد
و از توپ به دروازهٔ حریف نزدیک‌تر باشد و کمتر از دو بازیکن میان او و دروازهٔ حریف قرار گرفته باشد. یعنی یک نفر یا صفر نفر در جلوی مهاجم قرارگرفته باشد بازیکن مهاجم در آفساید است در بیشتر مواقع این یک نفر دروازه‌بان است ولی اگر دروازه‌بان به هر دلیلی دروازه را ترک کرده باشد و به جلو رفته باشد و یک مدافع درجلوی مهاجم قرارگرفته باشد باز هم بازیکن مهاجم در آفساید است زیرا تنها یک‌نفر در جلوی مهاجم قرار گرفته است و قانون آفساید این است که اگر یک نفر یا صفر نفر در جلوی بازیکن مهاجم قرار گرفته باشد بازیکن مهاجم در آفساید است.
وضعیت فاصلهٔ مساوی با دومین بازیکن حریف نزدیک به دروازه حریف آفساید محسوب نمی‌شود.
در سال ۲۰۰۵ بورد بین‌المللی فوتبال تصمیم نویی در مورد قانون آفساید تصویب کردند: نزدیک‌تر بودن به دروازهٔ حریف به معنای این است که هر قسمت از سر، بدن دست‌ها یا پای بازیکن که از توپ و دومین بازیکن حریف نزدیک تر به دروازهٔ حریف باشد.